# Daniel Okáli
Daniel Okáli (* 9. März 1903 in Liptovský Mikuláš; † 23. November 1987 in Bratislava) war ein slowakischer bzw. tschechoslowakischer Literaturkritiker, Dichter, Publizist sowie Politiker der Kommunistischen Partei der Slowakei (bzw. der Kommunistischen Partei der Tschechoslowakei). Okáli war Mitbegründer der avantgardistischen Zeitschrift DAV und aktives Mitglied der um diese Zeitschrift entstandenen Gruppierung Davisté. In den 1950er Jahren wurde er im sog. Prozess gegen bürgerliche Nationalisten verfolgt und zu einer langjährigen Strafe verurteilt.

## Leben
Nach dem frühen Tod der Eltern wuchs Daniel Okáli mit seinem Zwillingsbruder in einem Waisenhaus auf. Nach dem Schulbesuch in Bratislava besuchte er ein Gymnasium in Trenčín, 1921–1926 dann die juristische Fakultät der Karls-Universität Prag. Hier schloss er sich verschiedenen linken studentischen Organisationen an. Während des Zweiten Weltkriegs war er aktives Mitglied des antifaschistischen Widerstands.
Okáli benutzte folgende Pseudonyme: Dav, Ján Krest, T. Stoklas, D. Šišolík.
Nach dem Zweiten Weltkrieg war Okáli Regierungsbevollmächtigter für den Bevölkerungsaustausch mit Ungarn und Vorsitzender der tschechoslowakischen Übersiedlungskommission. Als Beauftragter (= Minister) für das Innere im Slowakischen Nationalrat erließ Okáli am 11. Juni 1948 die Verordnung A-311/16-II/3-1948, mit deren 710 Ortschaften in der Slowakei umbenannt wurden. Mit dieser Verordnung wurden insbesondere in der Südslowakei vom Ungarischen stammende Ortsnamen ins Slowakische übersetzt oder völlig neu benannt, ähnliches betraf deutsch klingende Ortsnamen, andererseits kam es zur Anpassung „slowakischer“ Namensformen. Beispiele sind Diosek → Sládkovičovo, Feledince → Jesenské, Parkan → Štúrovo, Stará Ďala → Hurbanovo, Tornaľa → Šafárikovo (inzwischen rückgängig gemacht) und Vondrišel → Nálepkovo. Dazu beteiligte er sich an der Vorbereitung und Ausführung der Aktion K im Jahr 1950, bei deren Klöster vor allem in der Slowakei zwangsaufgelöst wurden.

## DAV und Prozess gegen bürgerliche Nationalisten
Daniel Okáli war 1922 am Entstehen der Freien Vereinigung slowakischer sozialistischer Studenten (Voľné združenie študentov socialistov zo Slovenska) beteiligt, aus der sich 1924 die Zeitschrift DAV unter Okális Mitwirkung formierte. Die um sie entstandene Gruppe DAV, die häufiger als die Davisten () genannt wurde, vereinigte prominente Vertreter junger kommunistischer Intellektueller aus der Slowakei, welche die slowakische Unabhängigkeit und die Autonomie der Partei betonten. Sie befanden sich somit im Gegensatz zu den übrigen, zentralistisch denkenden KPTsch-Mitgliedern. Nach 1948 hatte er einige Funktionen im Slowakischen Nationalrat inne. Der Zwist zwischen den auf Autonomie bedachten Parteimitgliedern und dem Rest der Partei führte zu einem innerparteilichen Kampf, der in den 1950er Jahren zum sog. Prozess gegen bürgerliche Nationalisten in der Slowakei führte. Er verlor seine Funktionen und wurde verhaftet. In diesem konstruierten Schauprozess wurde er zu 18 Jahren verurteilt und blieb bis zu einer Amnestie 1960 im Gefängnis. Nach seiner Rehabilitierung wurde er erster stellvertretender Vorsitzender der Matica slovenská und hatte diese Funktion bis zu seinem Tod inne.